# Heterophilus dentitibialis
Heterophilus dentitibialis là một loài bọ cánh cứng trong họ Cerambycidae.